# Csatár (Veszprém)
Csatár (Csatár-hegy) Veszprém ún. zártkerti besorolású szőlőhegye, a város belterületétől 6,1 kilométernyire, nyugatra. 
A megyeszékhely önkormányzata által 1997-ben hozott rendelet alapján városrésznek nem minősülő területi egység népessége a 2001-es népszámlálás idején 98 fő volt, ugyanakkor további 420, folyamatosan nem lakott üdülő is található itt. A zártkert-terület beépítésének fokozódása – a városi vizellátást részben biztosító vízkutak – szennyeződését fokozhatja. Csatár(hegy) Veszprém felől a 8. sz. fkl. utat keresztezve, majd a Séd fölött átvezető híd után közvetlenül jobbra kanyarodva érhető el. A hegy csúcsán találjuk a híres veszprémi földrajztudósról, Cholnoky Jenőről elnevezett kilátót, ahonnan szép kilátás nyílik a városra és a Bakonyra.
A hegy neve szláv eredetű. A középkorban feltehetőleg a pajzskészítő iparosokat hívták csatárnak vagy csitárnak, a település egykori lakói valószínűleg ezt a foglalkozást űzhették. 
A hagyomány – egyik változata szerint – I. István seregeivel a Csatár-hegy lábánál elterülő mezőn győzte le a lázadó Koppány vezért. Ezt a mai történészek többsége vitatja, szerintük a csata helyszíne inkább Veszprémtől keletre keresendő. Viszont, az egyetlen olyan feltételezett helyszín, ahol korabeli fegyverleleteket találtak közvetlenül a talajszint alatt. Az eszközök megtekinthetők a veszprémi Laczkó Dezső Múzeumban.
A hegyen található kápolnát az itt remetéskedő Frater Nerbt Hilarius építette adományokból.1767-ben. Csatár a 18. század óta búcsújáró hely, a búcsúkat minden évben, május első vasárnapján rendezik. A tengerszinttől számítva 375 méter magas „hegy” a Bakony része. A hegy gyomrában található, 50 méter hosszú és 12 méter mély Csatárhegyi-barlang feltárása a közelmúltban fejeződött be; az üreg a Pannon Egyetem Barlangkutató Egyesületének gondozásában van, csak vezetővel járható be.